# L'Épée d'Ardenois
 (juin 2015).
Si vous disposez d'ouvrages ou d'articles de référence ou si vous connaissez des sites web de qualité traitant du thème abordé ici, merci de compléter l'article en donnant les références utiles à sa vérifiabilité et en les liant à la section « Notes et références ».
L'Épée d'Ardenois est une série de bande dessinée d'heroic fantasy animalière en quatre tomes réalisée par Étienne Willem et éditée aux éditions Paquet.

## Description
Avec un graphisme à première vue enfantin (les personnages sont des animaux traités à la manière du Robin des Bois de Disney) la série raconte l'histoire de Garen, jeune lapin qui va se retrouver pris au cœur des luttes de pouvoir qui animent les trois royaumes alors que se profile le retour de Nuhy, le seigneur à l'armure noire.
L'histoire se déroule vers 1104, vingt ans après la fin de la grande guerre contre Nuhy,,,.

## Univers
L'univers de L'Épée d'Ardenois s'inspire fortement du Moyen Âge européen pour ce qui est des vêtements, du train de vie et des coutumes. Il comprend les éléments suivants :

### Les Trois Royaumes
Bordés au sud et à l'ouest par la mer Etalle, à l'est par la mer de Loth et au nord par la Chaîne des Évêques les trois royaumes (inspiré de l'Europe occidentale médiévale) sont le cœur de l'intrigue qui se déroule quasi exclusivement sur leurs terres.

#### Le Royaume de Bohan
Le plus grand des trois royaumes, le Bohan est dirigé par le roi Tancrède le jeune, fils de Tancrède l'ancien qui tua Nuhy à la bataille de Mont-Quergnon en 1084. Le Bohan connaît des difficultés économiques et diplomatiques qui minent son commerce et le font vivre des importations du Valdor en matières premières.
Les principaux lieux du Bohan sont la ville d'Oddenbourg, capitale du roi Tancrède le jeune, le village de Chassenoix, où habite la famille de Garen, Châteaubois, demeure du seigneur Castor de Bièvres et le Château de Mirelune perdu en pleine forêt d'Ardenois.
Le royaume du Bohan est limité au sud par le Mur d'Ambrosius, placé sous la responsabilité du seigneur Arthus, censé le protéger des Skernovites.

#### Le Comté du Valdor
Seconde puissance en termes de superficie, l'apparente richesse du Valdor, situé à l'Est du Bohan, cache une situation politique extrêmement tendue. Le Valdor est en effet dirigé par le comte-évêque Egbert depuis que celui-ci a traduit en justice et condamné à mort pour hérésie le comte légitime, Odon de Vresse. Tyran cruel et jaloux, Egbert s'est attiré la rancœur de ses barons du nord qui sont entrés en rébellion en refusant de le suivre dans sa forteresse de Martuez en laissant son peuple à la merci des pirates skernovites. L'ordre hospitalier tente encore d'y maintenir un semblant de sécurité même si ses relations avec le Comte-évêque restent fragiles,.
Le Valdor a pour capitale Lahérie. S'y trouve également le Fort de la Lanterne, bastion de l'ordre hospitalier face à la menace skernovite.

#### Duché d'Herbeutagne
À l'ouest du Bohan se trouve le duché d'Herbeutagne, quasiment isolé du Bohan par un bras de mer. L'Herbeutagne doit sa puissance à son contrôle des routes maritimes. Dans le sud-ouest du Duché, en bordure de mer, se trouve Vennes, la capitale de la Duchesse Elysandre et de ses conseillers tandis que le monastère Saint-Gildas, dirigé par l'évêque de Santes se trouve à la frontière avec le Bohan, non loin de Chassenoix.

#### Ordre hospitalier
Jadis créé pour veiller sur les reliques de l'armure noire après la mort de Nuhy à la Mont-Quergnon, l'ordre dirigé par Thibaut de Mélié a failli à sa mission, s'attirant ainsi les foudres du comte-évêque Egbert, tandis que les pièces d'armures s'égaraient dans les trois royaumes au gré des alliances et des mariages. Les hospitaliers continuent néanmoins, depuis leur forteresse de la Lanterne, à protéger le Valdor de la menace des pirates Skernovites.

### La Skernovie
Située au sud des trois royaumes, au-delà de la mer de Loth, la Skernovie abrite la ligue skernovite, alliance de marins-pillard fortement inspirés des vikings médiévaux. Alliés aux forces de Nuhy, les Skernovites rêvent de conquérir les trois royaumes sous l'égide de leur chef, le roi Rothgar Tête-Chauve,.

### Les Vautres
Redoutable tribu de guerriers nomades vivant au nord de la Chaîne des Évêques et inspiré des Mongols du Moyen Âge, ils font partie des forces de Nuhy.

## Intrigue

### Prologue
En 1084, lors de la bataille du Mont Quergnon, le Roi de Bohan, Tancrède l'Ancien, armé de la lame de l'aube, terrassa Nuhy, le Seigneur à l'Armure Noire. Après cinq années de guerre, les royaumes de Valdor, d'Herbeutagne et de Bohan étaient à nouveau libres. En gage de paix éternelle, Tancrède distribua les pièces de l'Armure Noire à ses alliés et capitaines. Ainsi parle la légende.
C'était il y a vingt ans...

### Résumé du Livre I:Garen
L'histoire commence près du village de Chassenoix tandis que le jeune Garen s'entraîne au maniement de l'épée avec le chevalier d'Ardenois, qui a quitté le service du roi et vit retiré au village. Sur le chemin du retour ils s'aperçoivent que le village est attaqué par une bande de mercenaires. Ceux-ci sont aux ordre d'Hellequin de Bois-Maudits, serviteur de Nuhy qui annonce le retour de son maître avant de faire abattre le chevalier. Témoin impuissant de la scène, Garen s'enfuit avant d'être recueillit par un mystérieux hibou qui l'envoie prévenir le roi à Oddenbourg.
Au château du roi Garen rencontre les anciens compagnon du chevalier d'Ardenois : Grimbert, moine hospitalier, et Arthus, responsable du mur d'Ambrosius, venu annoncer l'imminence d'une invasion Skernovite. Arrive aussi une ambassade d'Herbeutagne menée par le Comte Nominoë des Guttières qui annonce le pillage du monastère de Saint-Gildas et le vol du gantelet de Nuhy qui s'y trouvait t réclame justice au roi de Bohan en tant que juge du chevalier d'Ardenois dont l'épée a été retrouvée sur les lieux du pillage. En conséquence de quoi Tancrède promet d'aller lui-même rencontrer la duchesse Elysandre pour régler ce différend, ce qui s'avère être la finalité officieuse de l'ambassade.
Garen quant à lui suit Arthus et Grimbert qui vont retrouver la Fouine, le quatrième compagnon de l'Aube, à l'auberge des Trois Dés. Grimbert y explique à Garen que sur son bûcher le Margrave de Guerlande avait annoncé la fin "dans le sang" du règne du roi le jour où l'Armure Noire serait rassemblée. Après que Garen ait reconnu l'un des hommes de Hellequin, Grimbert et ses compagnons vont à l'église Saint-Monon où se trouvent le second Gantelet de Nuhy qu'ils parviennent, grâce à une ruse de Garen, à soutirer des mains de Hellequin avant que celui-ci ne s'échappe.
Le livre I se termine sur le départ du roi pour son ambassade auprès de la duchesse Elysandre durant laquelle il entend remettre le second Gantelet à l'Herbeutagne en gage de bonne foi.

### Résumé du Livre II:La Prophétie
Le Livre II commence par la récupération par le mage Maugis (le hibou du livre I) des mémoires du chevalier d'Ardenois dans le village de Chassenoix où ce premier soigne la mère de Garen (sans lui révéler où est son fils).
Dans sa forteresse de Martuez, l'évêque Egbert s'indigne du refus de ses barons du nord de le rejoindre malgré ses ordres. Les tentatives d'apaisement deThibaut de Mélié, le maître de l'ordre hospitalier, débouchent sur une série d'entre-accusations qui montrent les relations tendues qu'entretient le Valdor avec l'ordre hospitalier. Il s'avère que l’évêque détient la Cuirasse de Nuhy avec laquelle il entend défier à lui seul le Seigneur Noir.
Pendant ce temps Garen et les compagnons de l'Aube séjournent au mur d'Ambrosius. Partis espionner la flotte Skernovite du roi Rothgard Tête-Chauve, Arthus et la Fouine découvrent la cible des Skernovites : Le Fort de la Lanterne. Malgré les réticences d'Arthus, les compagnons de l'Aube partent pour le Fort de la Lanterne se joignant en chemin à des réfugiés qui espèrent y trouver refuge face aux bandes de pillards Skernovites qui écument la région.
De son côté le roi Tancrède est mis en difficulté par l'assassinat de la duchesse Elysandre par Hellequin de Bois-Maudit, qui en profite pour s'emparer du second Gantelet et de l'épée d'Ardenois, tandis qu'il était en pourparler avec elle. La catastrophe diplomatique est néanmoins évitée par le comte Nominoë des Guttières qui a survécu à l'attaque d'Hellequin. Les projets d'alliance de Trancrède n'en demeurent pas moins perturbés par la vacance du trône d'Herbeutagne.
Arrivé au Fort de la Lanterne, Grimbert tente en vain de parler au commandeur Guy de Mirwart, qui s'est enfermé dans sa cellule avec une des pièces de l'Armure Noire. La nuit tombée, le fort essuie l'attaque de la flotte de Rothgard tandis qu'un des réfugiés ouvre le pont-levis à une troupe de guerriers skernovites. Piégé sur le pont-levis, Garen est secouru par Arthus et parvient à renverser le cours de la bataille en frappant le chef des Skernovites à la jambe tandis que le commandeur Guy, malgré les efforts de Grimbert, embarque sur un bateau et rejoint la flotte de Rothgard. Alors qu'Arthus et les hospitaliers les Skernovites en fuite sur le pont-levis, le commandeur Guy lève la pièce de L'Armure Noire sous le regard de Rothgard et d'Hellequin de Bois-Maudit. Une créature gigantesque surgit alors des flots, emportant dans l'abîme la barque du commandeur et le navire de Rothgard, tandis que la vague soulevée par son mouvement balaie la flotte Skernovite sous les yeux incrédules de Garen, Grimbert et la Fouine. 
Alors que tout semble terminé apparaît Maugis, qui annonce que le Heaume de Nuhy peut à lui seul ramener le Seigneur Noir à la vie et que Garen est l'enfant annoncé par la prophétie de la Grande Ourse. Garen est en effet le fils des cendres, puisqu'il est le bâtard du Margrave Enguerrand de Guerlande, brûlé sur l'ordre de l'évêque Egbert, destiné à tuer Nuhy avec l'épée d'Ardenois.